# 达恩·布林克
达恩·布林克（羅馬尼亞語：Dan Burincă，1972年6月17日—），罗马尼亚男子体操运动员。他曾代表罗马尼亚参加1996年夏季奥林匹克运动会体操比赛，获得男子吊环银牌。